# 许世友
许世友（1906年2月28日—1985年10月22日），原名释友，字汉禹，法号永祥，男，湖北麻城（今河南新县）人，中国人民解放军军事将领、中华人民共和国开国上将，中国共产党、中华人民共和国政治人物，原副国级领导人。
许世友出身贫苦农村，少年時曾在少林寺出家並學習中國武術，红军时期在红四方面军任职，曾任红四军军长。长征到达陕北后，因中共中央有意鬥爭张国焘的缘故，而與王建安等十餘名高級幹部一度計畫脫離紅軍。抗日战争时期，任八路军129师386旅副旅长，八路军山东纵队第三旅旅长，山东纵队参谋长，胶东军区司令员。国共内战时期任华东野战军第九纵队司令员、山东兵团司令员。中华人民共和国成立后，历任山东军区司令员、中国人民解放军副总参谋长、南京军区司令员、广州军区司令员、国防部副部长，中共中央军委常委等职。许世友是第一、二、三届中华人民共和国国防委员会委员，中国共产党第八届候补中央委员、中央委员，第九、十、十一届中央政治局委员。在中国共产党中央顾问委员会第一次全体会议上被选为中央顾问委员会常务委员、副主任。

## 生平

### 早年生涯
1906年，在中华民国成立6年前，许世友出生在湖北省麻城乘马岗镇（今属河南省信阳市新县田铺乡河铺村许家洼），乳名三伢子。少年时因家贫，8岁后就去河南嵩山少林寺当杂役并学习武术，法号永祥，拜贞绪和尚為師。一日从师父處得知，父兄在家受人欺凌，決意回家探望。离开少林寺，改名“释友”，意喻虽然不居佛門，亦当释教的好友；之后改名世友。1920年，投靠北洋军阀吴佩孚部。1925年，任湖北省防军独立第一师排长。次年该部改编为国民革命军湖北省防军第一师，许世友任第一团四连连长。1926年，北伐战争中吴佩孚部被灭，许世友被遣散回乡，為乘馬崗六鄉農民義勇隊大隊長兼炮兵隊隊長。
1927年11月参加黄麻起义，加入中国共产党。1928年，随地方武装编入红军，历任第三十一师司令部特务队班长、排长、连长、营长，随时任师长的徐向前在阳平口伏击国军，随后进入大别山地区。1931年11月，任红四方面军十二师三十四团团长，率部參與黄安战役、商潢战役、潢光战役等，均取得勝利。他指挥两个团兵力在柳林河阻击国民革命军三个旅，成功掩护红四方面军主力突围。1932年，红四方面军在漫川关战役中被杨虎城、胡宗南、冯钦哉部合围，徐向前命许世友率部打出缺口，随后红军成功突围，进入陕南。
1933年10月，许世友任红四方面军红九军副军长兼二十五师师长，率部进入四川，进攻阻击田颂尧、刘湘为首的川军，创建川陕边根据地。之后，升为红四方面军第四军军长，随后率部参加嘉陵江战役，红四方面军再次转移。1935年6月，红一、红四方面军会师，许世友接替王树声担任右路军红四军軍長，率部在包座阻击胡宗南部第四十九师，并攻占包座，打通红军北上通道。1935年8月，陈再道升任红四军军长。之后听从张国焘命令，再度南返，前后三次度过草地。1936年，调任红四方面军总部直辖骑兵师师长担任前卫，该师400余人。1936年10月，会宁会师后，许世友入红军大学学习。1937年4月，领导部分干部拖枪叛逃，许世友反革命集团案由此爆发，因原红四军政治委員王建安举报，事泄被捕，妻子雷明珍与他离婚。后向毛泽东下跪认错，认真反省了自己的过错，在毛泽东担保下最终被释放，自此许成为毛泽东的得力干将。

### 抗日战争時期

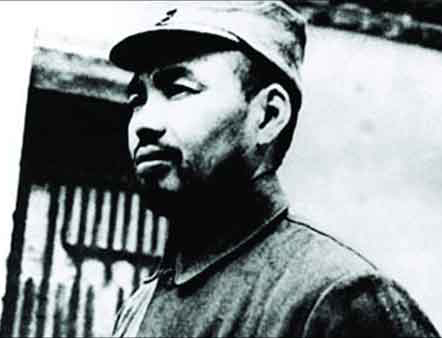
抗日战争时期的许世友

中国抗日战争爆发后，许世友担任抗日军政大学校务部副部长。1938年春，被任命为八路军第129师386旅副旅长，随朱德出师太行山。同年12月，随刘伯承、邓小平进军冀南，參與指揮香城固伏擊戰伏击日军。1939年秋，入中共北方局党校学习。
1940年9月，许世友调任清河地区的山东纵队第三旅接替牺牲的马耀南任旅长，上任不久后，即率部主动向胶东地区的日军、伪军进攻，使八路军拓佔整个胶东地区。1942年，许世友任山东纵队参谋长、胶东军区司令员，随即率部应对日军扫荡。1944年，他率领胶东军区主力与投降侵华日军的赵保原部决战，即讨伐赵保原部战役。1945年，进入山东军区党校学习。
日军投降后，山东军区主力进入中国东北地区。许世友则返回胶东军区，继续率领部队在内线作战，连续攻下伪军占领威海、牟平、烟台、莱阳、蓬莱、掖县、龙口金矿，随后集中兵力进攻平度，胶东、渤海两个解放区连成一边，并活捉伪军将领王铁相。平度战役后，吴克华率领胶东军区主力进军东北，许世友则在两月内重新招募四万部队，并在该年底至1946年初练兵整训。1946年6月，胶东军区部队对原投降日军的赵保原部进攻，许世友直接进攻对方主力所在地胶县，击毙赵保原；随后相继攻克高密、即墨。除青岛外，胶东军区占领整个胶东。

### 第二次国共内战期间
1946年，全面内战爆发。白崇禧、顾祝同、王耀武在青岛召开会议，国军进占胶县、高密、即墨等地，在交战数次后许世友率部撤出胶济铁路，改为进攻国军第54军、第8军有生力量。1947年1月，胶东军区部队改编整训为华东野战军第九纵队，下属25、26、26师，许世友兼任纵队司令员。2月，华东野战军组织莱芜战役，合围李仙洲部。许率九纵参加战役，负责合围国军七十三军七十七师，并俘获七十三军军长韩浚。1947年，许世友又挥师北上，在白马关阻击国军第十一师，协助其他部队攻占泰安。同年5月，华东野战军在沂蒙山区进行运动作战，引起张灵甫的国军精锐整编第七十四师突进，华野决定围歼该部。粟裕命许世友率部阻击牵制张灵甫部，使得华野其他部队按时完成合围。2日后，合围完成，张灵甫部被限制于孟良崮地区，华野随即发动总攻，即孟良崮战役。其中五个纵队负责主攻，四个纵队则阻击援军；许世友的九纵由东北方向主攻，陈毅说伤亡多少补充多少。5月16日，九纵二十五师七十三团率先攻上孟良崮主峰，张灵甫阵亡，孟良崮战役结束。

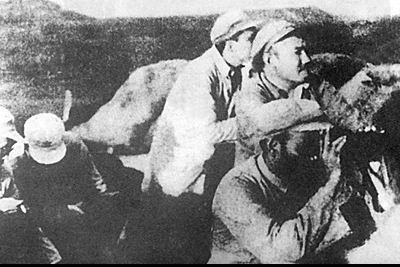
1949年，许世友在进攻长山列岛的前沿指挥阵地上

1947年8月，陈毅、粟裕率领华东野战军八个纵队进攻豫、皖、苏等地；其余的二、七、九、十三纵队、4纵10师、1纵独立师由谭震林、许世友指挥，为东线兵团。谭震林率二、七纵由诸城北上，与许世友率部合击范汉杰部胶东兵团辖整8、9、25、45、54、64师和整74师57旅。谭不愿率部队进入胶东，1947年9月，9、13纵和华东后方跳出国民党军的包围，发动胶河战役，重创整64师、整45师，歼敌正规军2万，中央发电祝贺“自从你们转入反攻后，我军业已无例外的全面转入反攻”。许谭两个人最后各带两个纵队分开行动。随后连续发动阻击战，并再次占领高密、海阳、平度等地。1947月，东线兵团北上围攻占领莱阳。1948年3月，许世友任华野山东兵团司令员，兵团西进攻克周村、张店等地，击破国军在胶济铁路的西线防御部署。随后兵团突然回撤，返而攻克潍县，使得胶东、渤海、鲁南三个解放军连成一片。随后，兵团开始挺入津浦铁路，5月，攻占泰安以及津浦铁路沿线各国军据点，逼近兖州。7月，许世友发动兖州战役。豫东战役打响后，许谭下令停止攻击兖州，只留下鲁中军区地方部队监视兖州守军，集中兵力准备打援。毛泽东电令许世友牵制黄百韬兵团。蒋介石电令从海州到了滕州的黄百韬上火车驰援区寿年。7月13日攻克兖州，第十绥靖区司令官李玉堂化妆脱逃，国军第十二军军长霍守义被俘
。此外并派遣九纵阻击济南方面来援的吴化文部。此后，许世友抵达后方养病。
1948年8月，华东野战军西线兵团抵达山东与山东兵团回师，决定进攻济南。许世友与和谭震林率领十四万部队组成攻城兵团，其余十八万部队归粟裕指挥负责阻击援军。9月16日，攻城开始，原本负责助攻的东线集团指挥聂凤智擅自把命令改为“主攻”，使得王耀武无法判断解放军主攻方向。24日，解放军占领济南城，国军十一万守军全部或阵亡或求降，王耀武逃跑途中于潍县被俘。1949年2月，许世友担任山东军区副司令员，继续在山东作战。1949年5月，相继攻占青岛、即墨、长山列岛等地，至此国军撤离山东境内全部据点。

### 中华人民共和国成立后
1949年中华人民共和国成立后，1950年1月任山東軍區司令員。1953年，许世友率领第三兵团参加朝鲜战争，并参与了当年夏季反击战役。1954年2月，回国调任华东军区第二副司令员，10月兼任中国人民解放军总参谋部副总参谋长。次年参与组织一江山岛战役，占领一江山岛。同年，授予中国人民解放军上将军衔，一級八一勛章、一級獨立自由勛章、一級解放勛章。
1955年3月，许世友被任命为南京军区司令员，1959年9月兼任中华人民共和国国防部副部长，负责东南沿海地区海防前哨和国防事务。1961年2月任中共中央华东局书记处书记，1968年3月任江苏省革命委员会主任，1969年4月当选中共中央政治局委员，1970年12月任江苏省委第一书记。九一三事件后，许世友被毛泽东召见，负责秘密逮捕林彪集团在中南地区党羽王维国等人。在1970年4月开始的清查五·一六运动中，许世友主张“深挖”，借机打击异己，其主政的江苏省革委会45名常委中25人被打成“五·一六分子”，在持续3年多的清查过程中，全省25万多人被打成“五·一六分子”，超过2000人死亡。1973年，在江青批评周恩来“丧权辱国、投降主义”、“给美国人下跪”、“迫不及待地要取代毛主席”后，许世友也参与进批评中，跳到椅子上斥责周“要搞修正主义”、“想当儿皇帝”。此外将国民党伪造的“伍豪脱党启事”告发给江青，令周恩来承受极大压力的也是许世友（还曾指控谭震林、余立金是叛徒）。1973年12月，许世友与广州军区司令员丁盛对调，到任后许世友将广州军区原本的11名党委常委中8人打成林彪“死党”。
1974年1月，指挥西沙之战，与南越交战。1979年初，中越边境战争爆发，许世友时任广州军区司令员指挥东线战斗。但被认为东线战绩初期傷亡較多，不如西线杨得志指挥得出色，因而由杨得志继任邓小平总参谋长职务。1980年1月，任中央军委常委，1982年9月，许世友被選為中共中央顧問委員會副主任。1985年3月在上海華東醫院體檢患有肝癌。同年10月22日16時57分，在南京军区总医院逝世，享年80岁。

## 个人与家庭

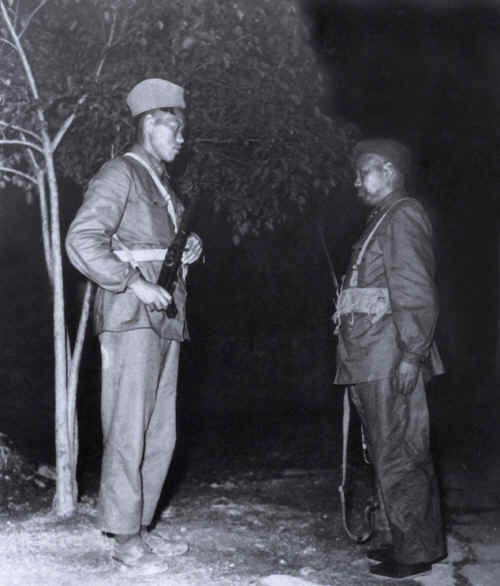
1958年，时任南京军区司令员的许世友主动请求下连队，图为他与士兵换岗情景

1958年10月，时任军区司令员的许世友主动要求下放到六连当一個「士兵」，并与部队一起训练、站岗、露餐、娱乐。
此外，许世友侍母甚孝，晚年请求死後土葬在其母亲坟墓旁。由于中共规定所有将领死后一律火化，且除任弼时外别无先例。于是几经辗转，最终1985年由时任中央军委主席的邓小平特批，由王震将军宣布批准：
|  | 许世友在60年戎马生涯中，战功赫赫，百死一生，是一位具有特殊性格、特殊经历、特殊贡献的特殊人物。邓小平同志签的特殊通行证，这是特殊的特殊。 |

许世友共有三任妻子：朱锡民、雷明珍、田明兰（2017年6月30日在北京逝世）。1931年，许世友在母亲主持下，与朱家湾姑娘朱锡民结婚，四日后许世友离家归队，朱锡民育有一子许光，后因许世友多年征战，朱锡民杳无音信后改嫁。1934年10月，许世友娶雷明珍。雷明珍在红军禁烟局工作，与许世友结婚后，调到政治部，做文秘工作。1936年年底，许世友随张国焘到达延安后，进入红军大学学习，雷明珍被分到延安任县妇女部主任。后因张国焘问题，许世友被关押期间，雷明珍提出离婚。1943年，抵达山东的许世友和当地居民田明兰（后改名田普）结婚，许世友以万源战役时中枪负伤后体内取出的子弹为定情礼物，此后两人相伴终身。
许世友共有七个子女，包括三个儿子、四个女儿。
- 许光，长子，元配朱锡明所生，1929年5月15日（农历4月7日）出生于湖北麻城县乘马岗乡许家洼（今河南新县田铺乡河铺大队）。自1929年出生即在家务农，后入伍海军，后回新县任人民武装部副部长，侍奉其祖母。大学学历。历任海军北海舰队战士、航海长、舰长，河南省新县人武部参谋、军事科长、副部长，新县人大常委会副主任。2013年1月6日突发心肌梗塞过世。[27]。
- 许建军，次子，为原南京空軍司令部团级参谋。
- 许援朝（1951- ），三子，南京军区装备部少将，副部长，曾任江苏省军区司令员[28]。
- 许丽，长女，南京军区前线话剧团退休干部。
- 许桑园，次女，从事导演工作。
- 许华山，三女。曾是空军飞行员。
- 许金建，四女，南京高教研究会秘书长。

## 著作
- 《许世友回忆录》1986年解放军出版社
- 《许世友军事文选》2012年军事科学出版社